# Jordan Thompson
Jordan Thompson, född 5 maj 1997 i Edina, USA, är en beachvolley- och volleybollspelare (högerspiker). Washington tog guld vid OS 2021 tillsammans med USA:s landslag.
Hennes far Tyrone Doleman hade spelat basket vid University of Pittsburgh i Johnstown, med Harlem Globetrotters och som proffs under åtta år utanför USA. Hennes farbror var Famer Chris Doleman som spelade amerikansk fotboll i National Football League. Thompson spelade först basket, men gick relativt sent i sin ungdom över till volleyboll. Hon gick på Edina High School där hon var framgångsrik i volleyboll. Hon spelade även JO klubbvolleyboll med först Club 43 och senare Northern Lights. Med de senare vann hon AAU Junior Olympic Games. Efter två år med klubbvolleyboll fick hon sitt första NCAA Division I-stipendium. 
Hon började på University of Cincinnati med spel i Cincinnati Bearcats från 2015 till 2019. Under tiden med Cincinnati, blev hon tre gånger enhällig årets spelare i American Athletic Conference och två gånger AVCA All-American. Vid en vinst över Connecticut den 3 november 2019 avgjorde hon 50 bollar i matchen, vilket var rekord för NCAA Division I. Thompsons volleybollkarriär tog nästan slut innan hon kunde avsluta sin collegekarriär på grund av en armbågsskada under träning. Genom en framgångsrik operation kunde hon återvände till spel efter att ha tagit ett speluppehåll 2017. Under sin sista säsong ledde hon Cincinnati till åttondelsfinal i NCAA Division I, där de förlorade en fem sets-match mot Penn State. Det var första gången någon skola från American Athletic Conference tagit sig till åttondelsfinal i NCAA.
Thompsons första stora turneringsspel med landslaget kom 2019 med kvalturnering för OS 2020, där hon hjälpte USA att kvalificera sig till OS. Hon spelade även vid Volleyball Nations League 2019, där hon vann guld med USA. Efter ett års uppehåll p.g.a. covid-19-pandemin, representerade hon USA igen vid Volleyball Nations League 2021 i maj 2021, där USA åter vann guld. Vid OS senare samma år var hon främsta poängvinnare i gruppspelsmatchen mot Kina. Vid gruppspelsmatchen mot Ryssland drog hon på sig en fotledsskada, vilket gjorde att hon inte spelade under resten av turneringen, där USA vann guld. I juni 2022 återvände Thompson till landslagsspel efter att ha återhämtat sig från fotledsskadan och deltog vid Volleyball Nations League 2022. Hon deltog däremot inte vid VM samma år på grund skada.
Thompson skrev på sitt första professionella volleybollkontrakt 2019 och började spela för den turkiska klubben Fenerbahçe SK. Hon skrev sedan på med Eczacıbaşı SK, en annan klubb från Turkiet, för säsongen 2020–2021. Hon utsågs till bästa högerspiker vid turkiska supercupen 2020. Även om hon skulle spela ytterligare en säsong med Eczacıbaşı 2021–2022 bröt hon och klubben kontraktet i början av säsongen och Thompson återvände till USA för att fortsätta behandlingen för fotledsskadan hon ådrog sig under OS 2020. I juni 2022 meddelade det italienska serie A1-laget Unione Sportiva Pro Victoria Pallavolo Monza att Thompson skulle ansluta sig till laget för säsongen 2022–2023. Sedan 2023 spelar hon för Vakifbank SK.